# Brachistosternus aconcagua
Espèce
Brachistosternus aconcagua est une espèce de scorpions de la famille des Bothriuridae.

## Distribution
Cette espèce est endémique de la région de Valparaíso au Chili. Elle se rencontre entre 1 600 et 2 100 m d'altitude.

## Description
Le mâle holotype mesure 43,20 mm et la femelle paratype 57,12 mm.

## Étymologie
Son nom d'espèce lui a été donné en référence au lieu de sa découverte, l'Aconcagua.

## Publication originale
- Ojanguren Affilastro & Luisa-Scioscia, 2007 : A new species of Brachistosternus (Scorpiones, Bothriuridae) from Chile with remarks on Brachistosternus chilensis. The Journal of Arachnology, vol. 35, no 1 , p. 102–112 (texte intégral).